# Диграфия
Диграфията е използването на две или повече писмености в рамките на един език.
Диграфията може да бъде синхронна, което означава, че две или повече писмености се използват едновременно, или диахронна, което означава, че са били използвани две или повече писмености през различни периоди от време в рамките на един език.
Типичен, а донякъде и уникален, пример за синхронна диграфия е сръбския език още от югославско и историческо време и в рамките на т.нар. сърбохърватски език. От друга страна във все още нестандартизирания сръбски език съществува и диглосия между т.нар. по политически съображения преходни говори в Източна Сърбия и източнохерцеговинския говор на кирилица и говорите във Войводина, които още от хабсбургско време използват латиницата, която е и азбуката на босненския и хърватски език. 
Пример за диахронна диграфия е румънския език, който е ползвал до средата на 19 век румънска кирилица, заменена от латинска румънска азбука след обединението на Влашко и Молдова.